# 三一来临歌
《三一来临歌》是一首基督教赞美诗，词作者隐名，曲作者为意大利作曲家Felice de Giardini。该诗歌最早出现于约1757年伦敦的三一主日崇拜中。该诗重在阐述三位一体之教义，必须全部唱完信息方能完整，前三节歌词不可省略任何一节。